# Titisee-Neustadt
Titisee-Neustadt est une ville allemande d'environ 11 800 habitants située dans le Bade-Wurtemberg.

## Géographie
Titisee-Neustadt se situe sur la rive nord du lac Titisee, à l'est du Feldberg, à une altitude de 780 à 1 192 mètres d'altitude. Le quartier Neustadt se situe cinq kilomètres plus à l'est. La ville est située sur une petite rivière appelée Seebach (ruisseau du lac), qui arrive du Feldberg-Bärental pour alimenter le Titisee, ainsi que la Gutach (bonne eau), qui sort du lac, et à l'est de Neustadt, où elle se réunit avec le Haslach pour devenir un torrent d'eau vive, la Wutach (eau furieuse). Après avoir quitté la ville, il traverse la célèbre Wutachschlucht (Gorges de la Wutach) et se jette dans le Rhin.
Le point culminant de Titisee-Neustadt est le Hochfirst, un pic rocheux qui culmine à 1192m et qui surplombe le lac à la frontière avec la commune voisine, Lenzkirch.

## Histoire
Titisee-Neustadt est divisée en six communautés qui ont longtemps été séparées. La commune ainsi est née en 1971 de la fusion de Neustadt, jusqu'alors chef-lieu de district indépendant, avec les communes de Titisee et de Rudenberg, puis en 1973 et 1974, les communes de Langenordnach, Schwärzenbach et Waldau ont été ajoutées à l'agglomération.

### Neustadt
Neustadt a été fondée en 1250 par les princes de Fürstenberg. Il s'est ensuivi plusieurs changements de nom : en 1275, la ville était appelée Nova Civitas (qui a la même signification en latin — « Ville nouvelle » — que le nom allemand « Neustadt »), en 1294 Neuwenstadt, en 1335 Neuwen-statt, en 1630 Neostadium et en 1650 Neu-Statt avant de devenir finalement Neustadt.
De 1669 à 1806 il y avait un couvent de capucins à Neustadt. En 1817, une grande partie de la ville a été détruite dans un incendie. Au XVIIIe siècle, la fabrication et le commerce d'horlogerie développé dans la ville constitue une partie importante de l'économie.

## Lieux et monuments
- Le centre aquatique Badeparadies Schwarzwald[1]
- le tremplin de Hochfirst, dédié au saut à ski

## Culture et visites
Titisee-Neustadt se trouve sur la Route de l'horloge allemande, une route touristique de 320 km qui va de la Forêt-Noire centrale à la région de Baar en passant par le sud de la Forêt-Noire.
Le musée Neustädter Heimatstuben, présente l'art et les coutumes populaires locales. Dans plus de 10 salles documents, photos, costumes traditionnels, atelier d'horlogerie entièrement équipé et cuisine paysanne sont les témoins d'un passé intéressant et diversifié.
Le musée M-A-C Märklin dont la thématique est le modélisme ferroviaire et qui présente des représentations de trains miniatures.

## Sites naturels
- Le Titisee (Lac Titi) est un lac qui s'est formé pendant la dernière période glaciaire. Aujourd'hui, le lac est utilisé pour des activités de loisirs comme la natation, la planche à voile ou les pédalos. Sur la rive nord du lac, il y a plusieurs hôtels dits "spa" offrant des services liés à la santé comme la cure Kneipp, les applications de boue, les massages et la physiothérapie.
- La commune Titisee-Neustadt se situe dans la zone protégée du Parc naturel de la Forêt-Noire méridionale. The Mittelweg hiking trail that goes through town leads by many natural monuments.

## Sports et loisirs
Le tremplin de Hochfirst, construit en 1950, est le plus grand tremplin naturel d'Allemagne et accueille régulièrement des épreuves de saut à ski comme la Coupe du monde de saut à ski de la Fédération Internationale de Ski (FIS).
En raison de la Covid-19, la Coupe du monde de saut à ski 2020-21 de la FIS à Titisee-Neustadt se déroulera sans spectateurs.
Il existe de nombreux sentiers de randonnée autour de la municipalité qui se prêtent à de courtes promenades ou à des randonnées à la journée. Des sentiers de longue distance nord-sud et est-ouest traversant la Forêt-Noire et passent par la commune de Titisee-Neustadt : parmi les trois principaux itinéraires nord-sud, le Westweg (en) passe par Titisee et le Mittelweg (en) par Neustadt, tandis que le plus long itinéraire est-ouest établi, le sentier Fribourg-Lac de Constance (en) de la Forêt-Noire, contourne les rives sud et est du lac et monte ensuite sur le Hochfirst. L'itinéraire du sentier européen E1 suit le tracé du Westweg dans cette section.

## Personnalités liées à la commune
- Paul Pietsch, pilote de Formule 1, né en 1911 à Fribourg-en-Brisgau, y est mort en 2012
- Benedikt Doll, biathlète, né en 1990 à Titisee-Neustadt, champion du monde de sprint en 2017 et médaillé de bronze en poursuite lors des jeux olympiques de PyeongChang 2018.

## Jumelage
- Coulommiers (Seine-et-Marne) (France) depuis 1971
- Leighton-Linslade (Royaume-Uni) depuis 1991

## Galerie

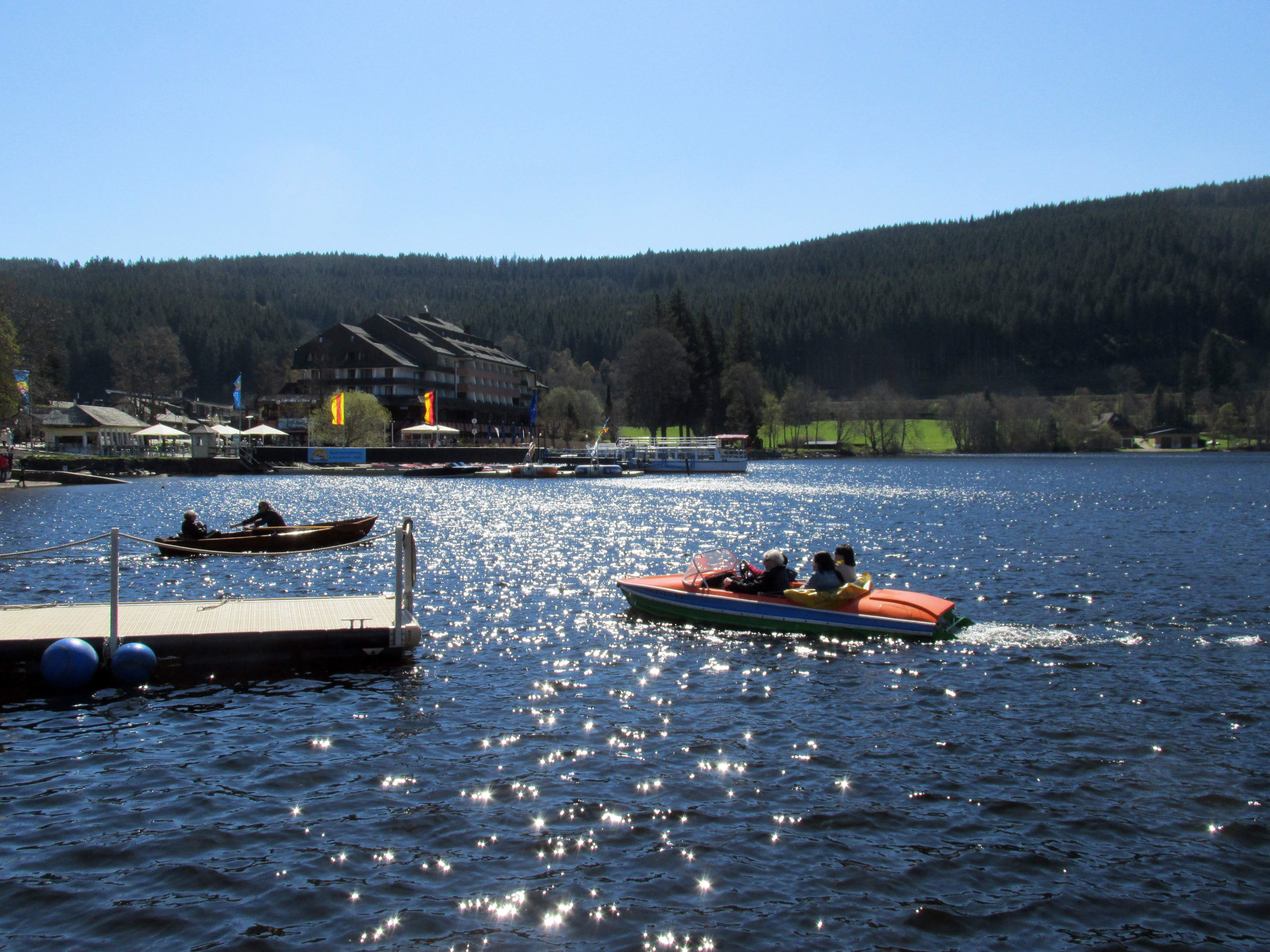
Le lac Titisee en été
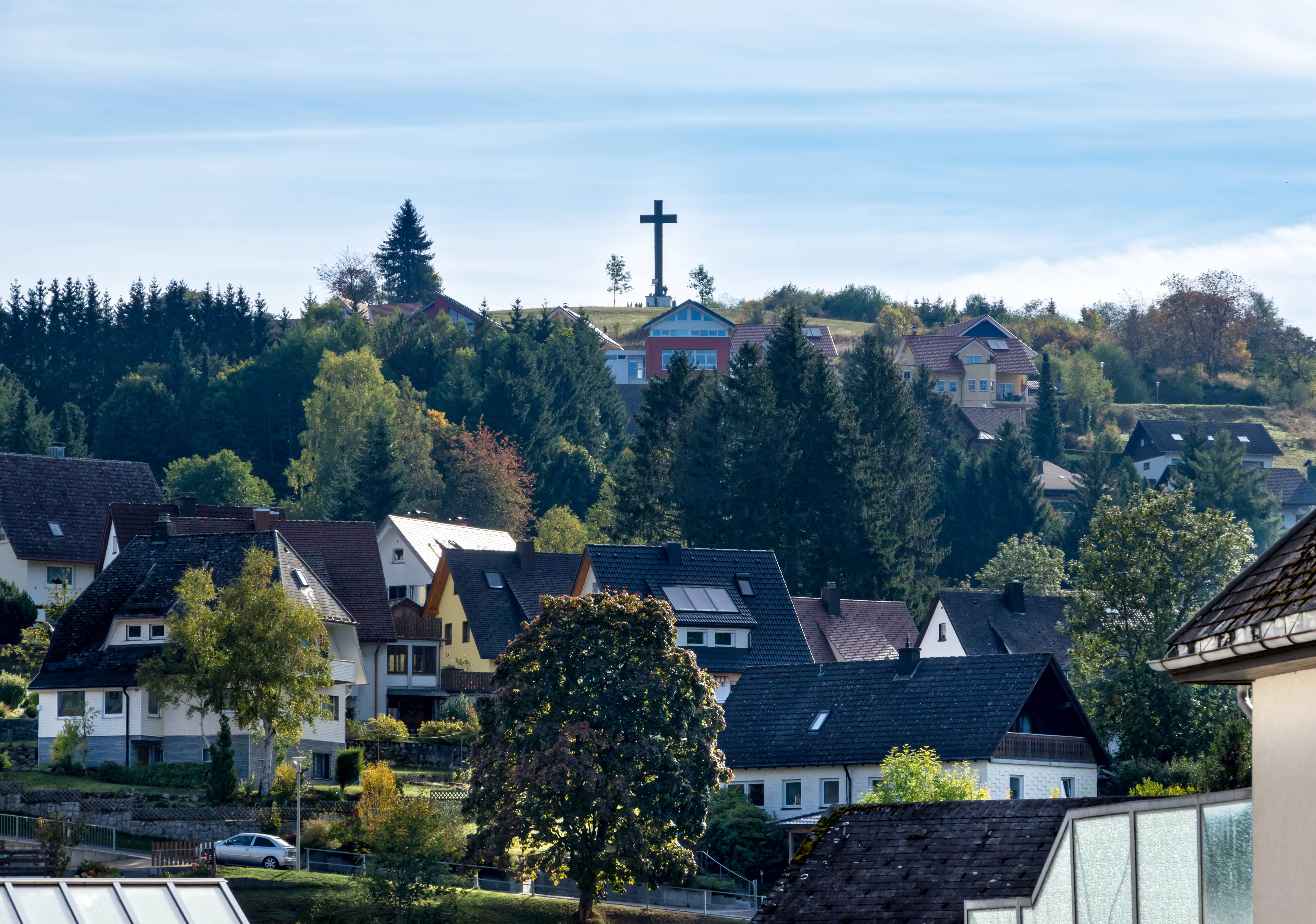
Vue des toits de maisons de la commune de Titisee-Neustadt
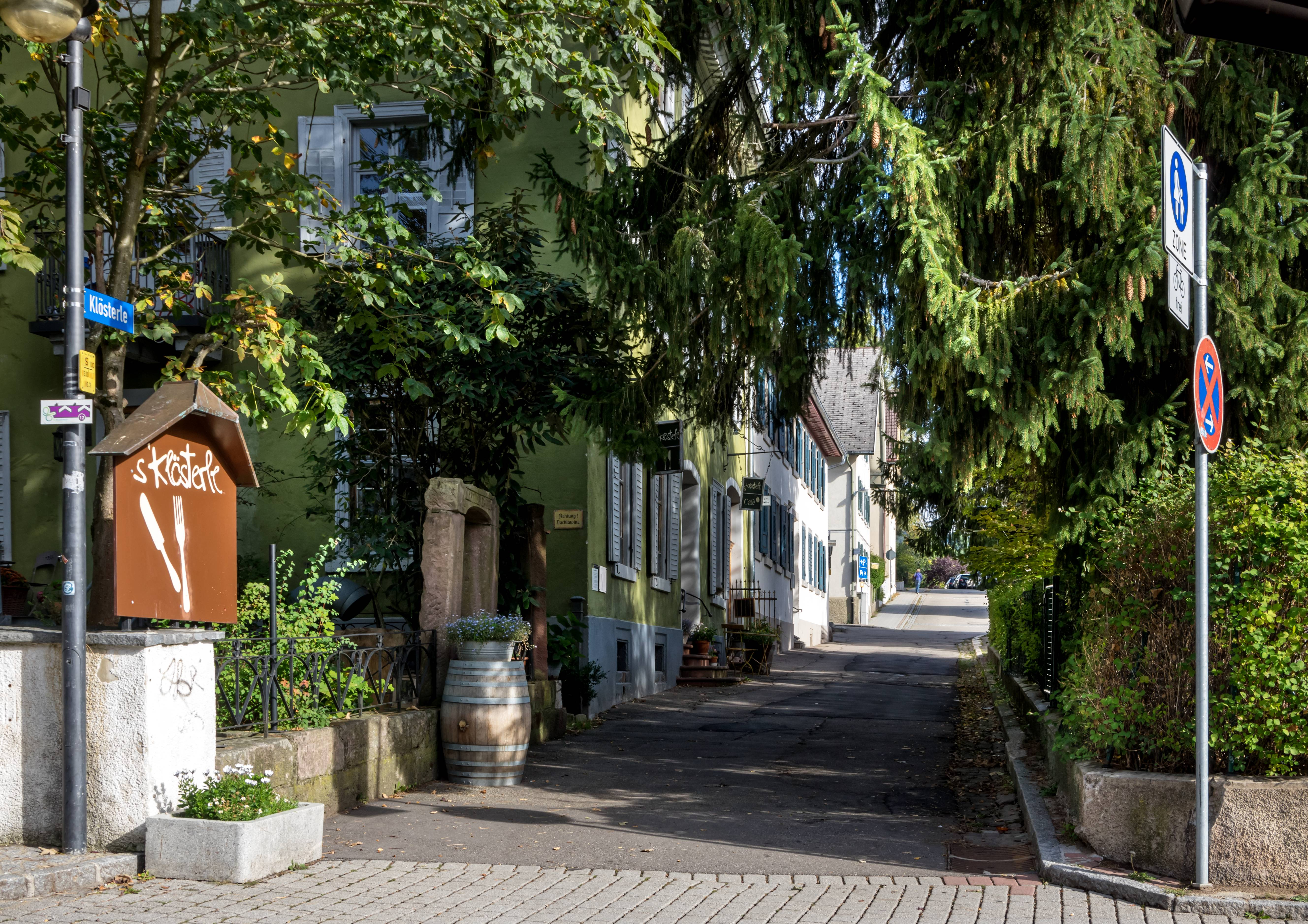
La vieille ville de Neustadt
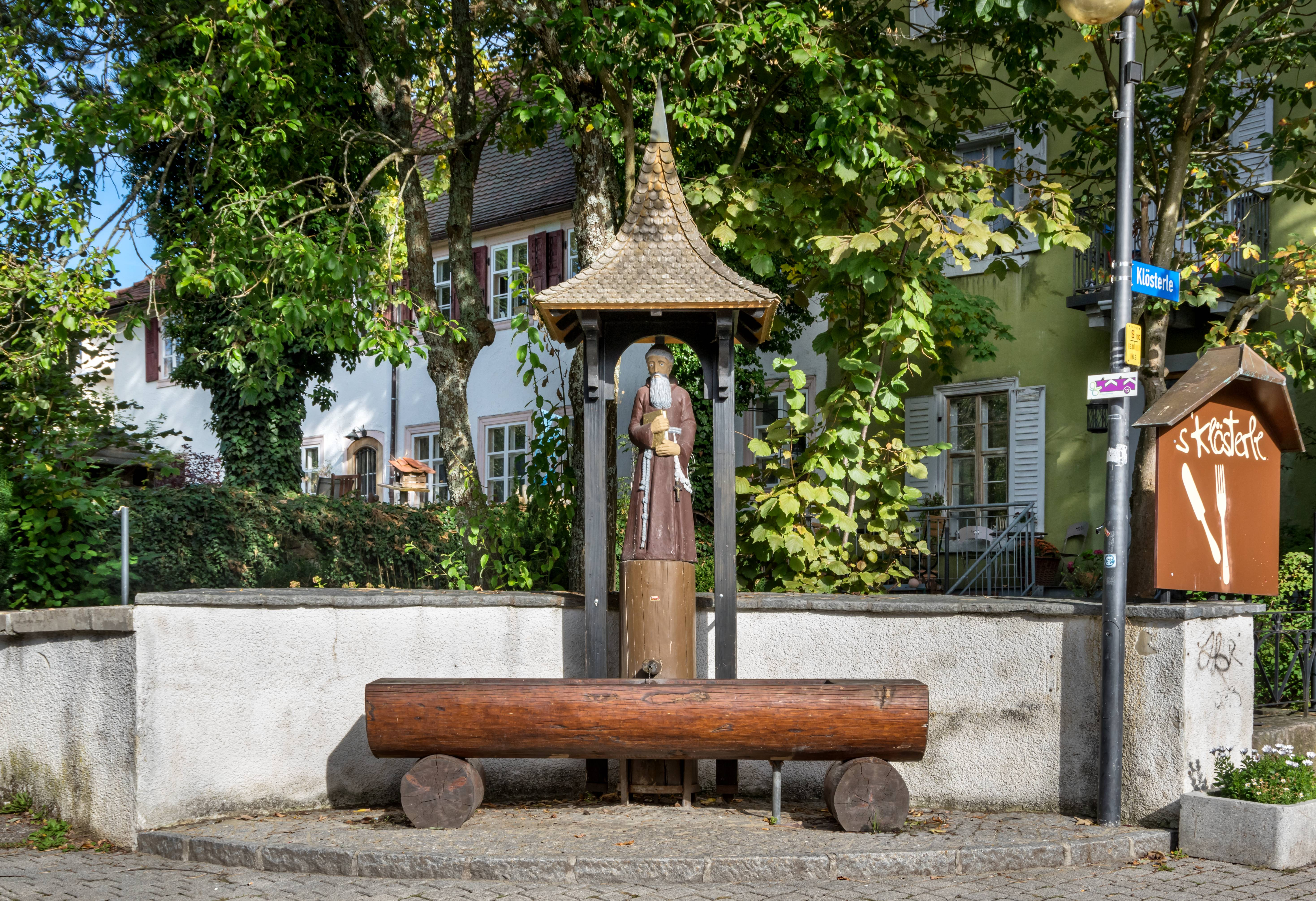
Fontaine du monastère de Titisee-Neustadt
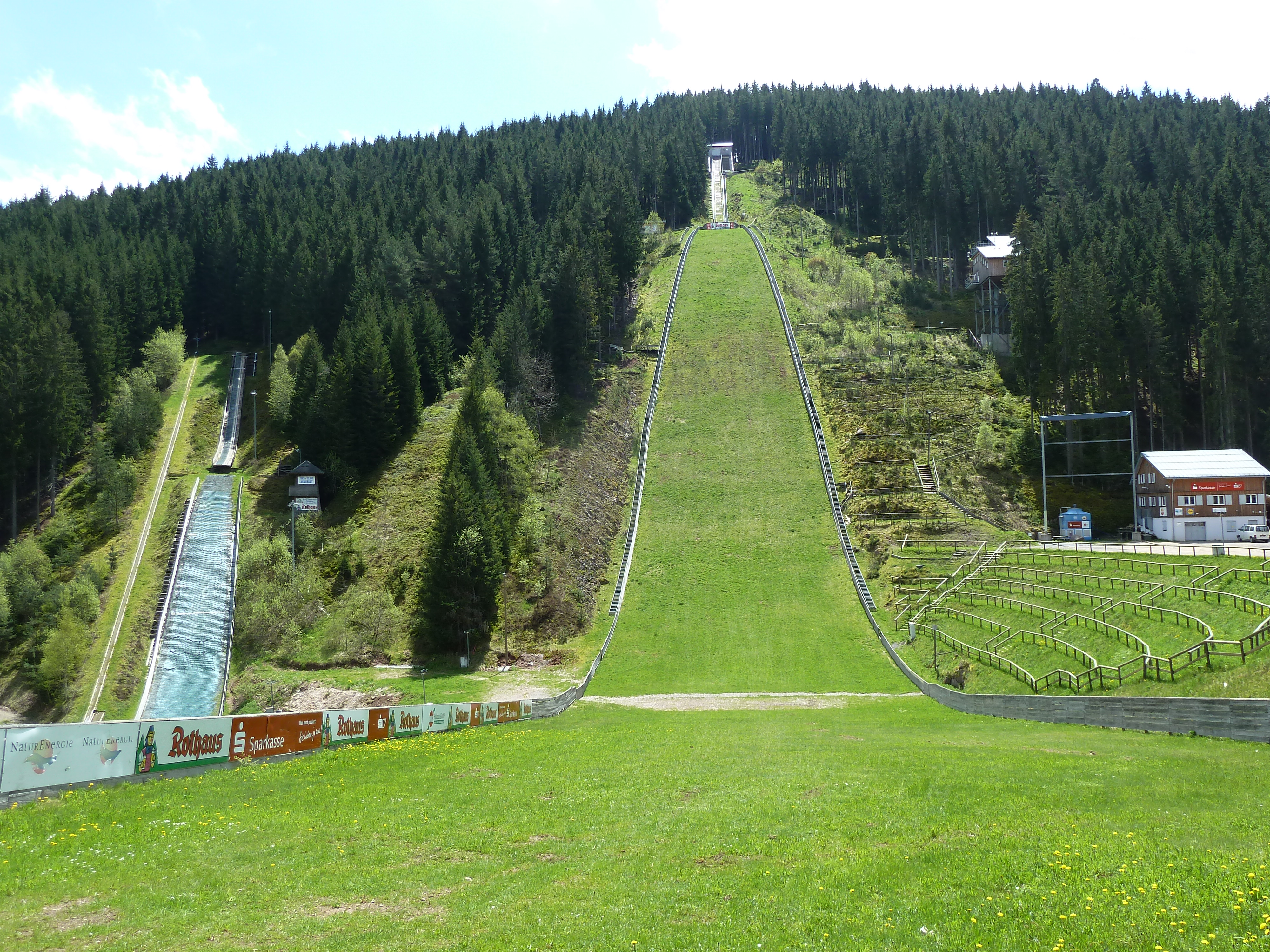
Le tremplin de saut à ski de Hochfirst en été
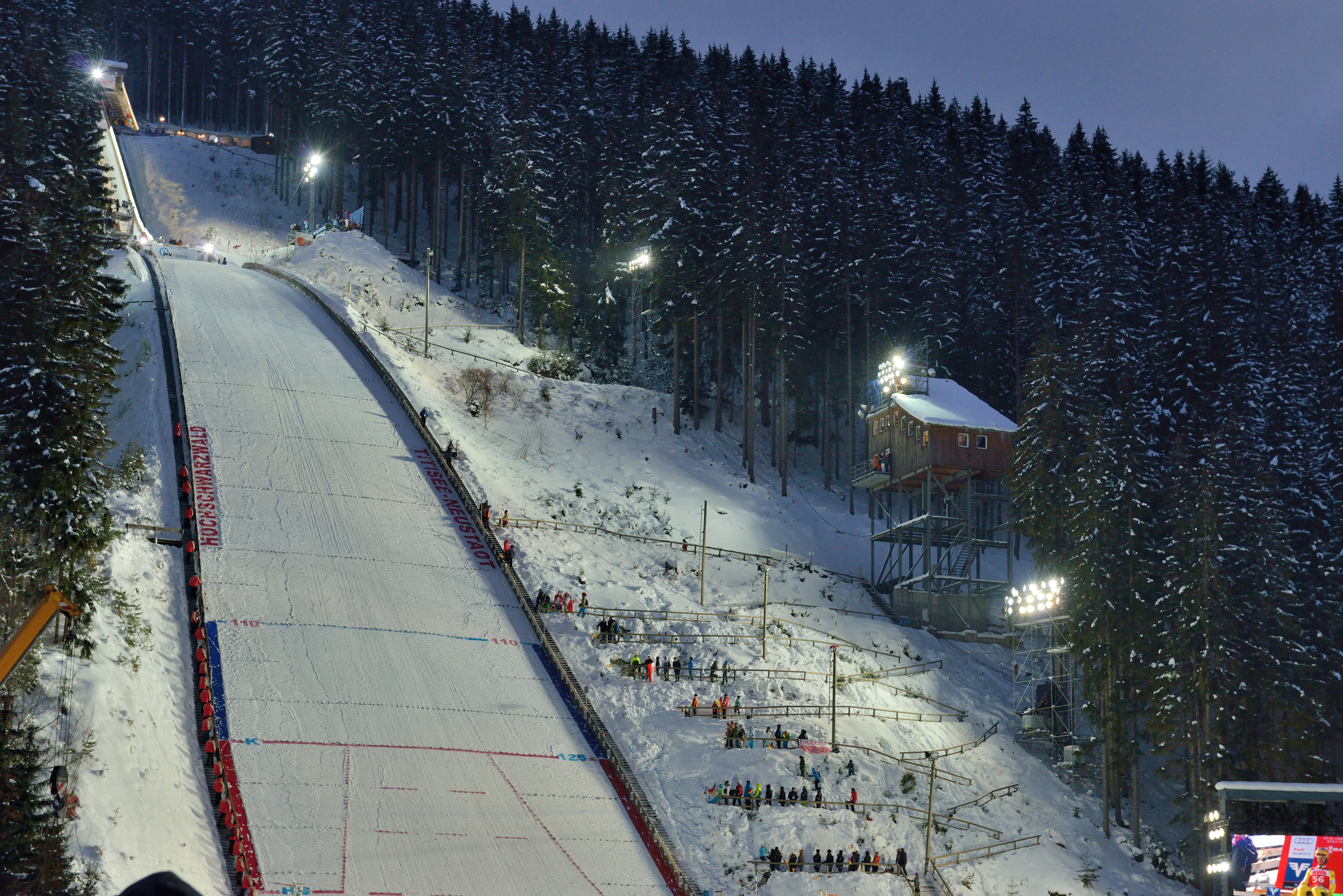
Le tremplin de saut à ski de Hochfirst en hiver
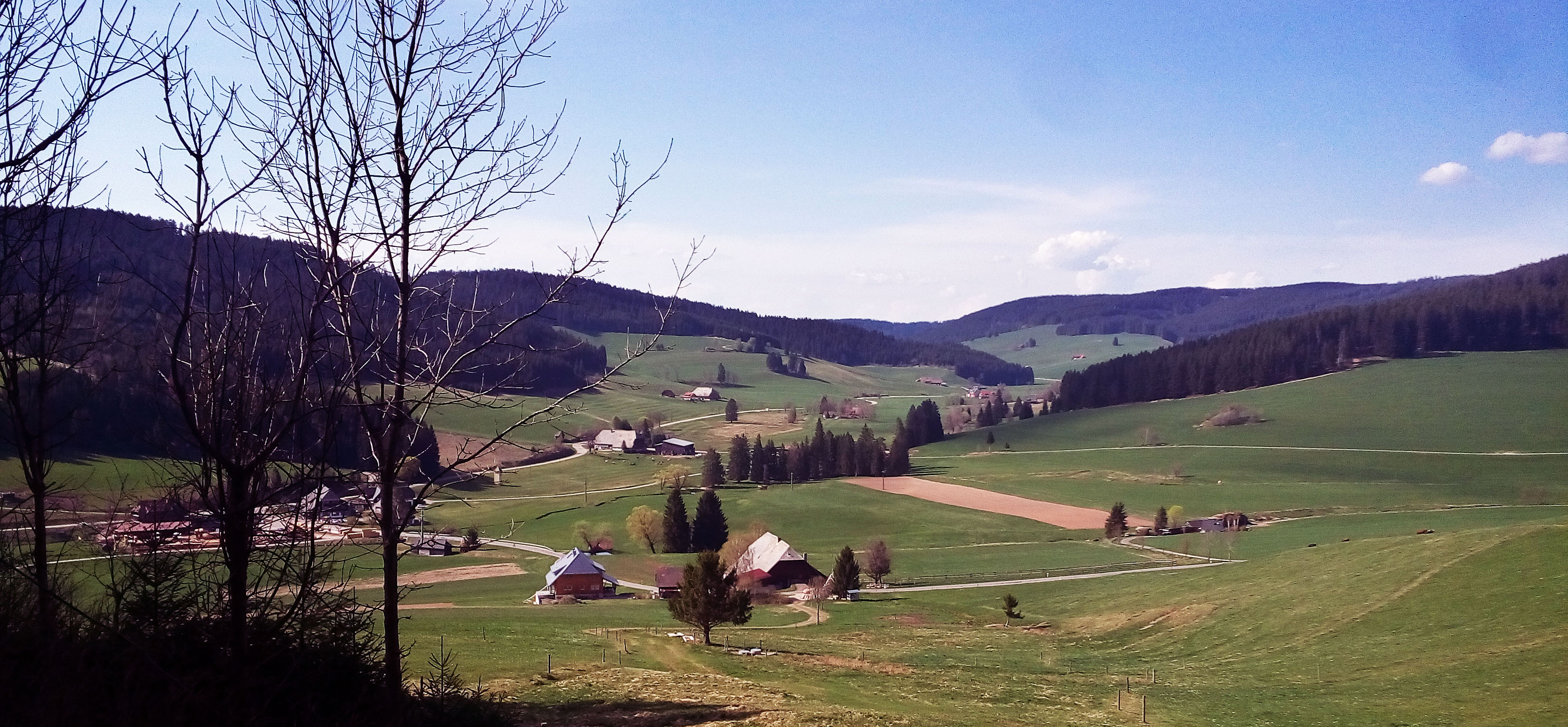
La vallée de Langenordnach